# Rhinocypha eximia
Rhinocypha eximia là loài chuồn chuồn trong họ Chlorocyphidae. Loài này được McLachlan in Selys mô tả khoa học đầu tiên năm 1873.